# Europas högsta handbollsligor för herrar
Europas högsta handbollsligor på herrsidan styrs av respektive nationellt handbollsförbund, som samtliga ingår i European Handball Federation.

## EHF:s ligaranking
Tabellen nedan visar EHF:s 25 högst rankade handbollsligor på herrsidan. Rankingen baseras på europacupresultaten de tre föregående säsongerna.
Ligorna rankade 1–6 får två direktkvalificerade lag till EHF Champions League, ligorna rankade 7–12 får ett direktkvalificerat lag till EHF Champions League, ligorna rankade 13–27 får en kvalplats till EHF Champions League med olika inbördes seedning.

### 2011/2012
| Ranking | Ändring | Ranking föregående säsong | Liga                               | Koefficient |
| ------- | ------- | ------------------------- | ---------------------------------- | ----------- |
| 1       | ▬       | (1)                       | Handball-Bundesliga                | 144,78      |
| 2       | ▬       | (2)                       | Liga ASOBAL                        | 127,22      |
| 3       | ▲       | (4)                       | Budapest Bank Férfi Kézilabda Liga | 65,22       |
| 4       | ▲       | (5)                       | LNH Division 1                     | 58,11       |
| 5       | ▲       | (6)                       | Superliga                          | 57,40       |
| 6       | ▼       | (3)                       | Herrehåndboldligaen                | 56,78       |
| 7       | ▲       | (8)                       | Schweiz                            | 49,25       |
| 8       | ▼       | (7)                       | Slovenien                          | 48,10       |
| 9       | ▬       | (9)                       | Liga Naţională                     | 37,00       |
| 10      | ▬       | (10)                      | Prva hrvatska rukometna liga       | 29,67       |
| 11      | ▲       | (12)                      | Ukraina                            | 26,50       |
| 12      | ▲       | (18)                      | Portugal                           | 26,17       |
| 13      | ▲       | (15)                      | Elitserien                         | 23,58       |
| 14      | ▼       | (11)                      | Bosnien och Hercegovina            | 22,50       |
| 15      | ▼       | (13)                      | Makedonien                         | 22,42       |
| 16      | ▼       | (14)                      | Polen                              | 22,08       |
| 17      | ▬       | (17)                      | Österrike                          | 21,08       |
| 18      | ▲       | (21)                      | Serbien                            | 19,17       |
| 19      | ▲       | (20)                      | Slovakien                          | 17,50       |
| 20      | ▼       | (19)                      | Island                             | 17,08       |
| 21      | ▼       | (16)                      | Postenligaen                       | 16,42       |
| 22      | ▲       | (23)                      | Turkiet                            | 15,58       |
| 23      | ▲       | (26)                      | Italien                            | 14,42       |
| 24      | ▲       | (25)                      | Vitryssland                        | 13,08       |
| 25      | ▼       | (24)                      | Montenegro                         | 12,50       |